# Дектери (Резекненский край)
Де́ктери (латыш. Dekteri) — населённый пункт в Резекненском крае Латвии. Входит в состав Наутренской волости. Расстояние до города Лудза составляет около 66 км.
По данным на 2017 год, в населённом пункте проживало 92 человека. Имеется библиотека.

## История
В советское время населённый пункт был центром Миглиниекского сельсовета Лудзенского района. В селе располагалась центральная усадьба колхоза «Лиесма» (латыш. Liesma — «Пламя»).